# Moresco
Moresco egy község Olaszországban, Marche régióban, Fermo megye területén.

## Testvérvárosai
Pioppo